# Sheyla Gutiérrez Ruiz
Sheyla Gutiérrez Ruiz   (Varea, 1 de gener de 1994) és una ciclista espanyola, professional des del 2013. Del seu palmarès destaca la Le Samyn des Dames de 2017.

## Palmarès
- 2012
  -  Campiona d'Espanya júnior en ruta
- 2013
  -  Campiona d'Espanya sub-23 en ruta
  - 1a a la Copa d'Espanya sub-23
- 2014
  -  Campiona d'Espanya sub-23 en ruta
- 2015
  - 1a al Gran Premi de Plumelec-Morbihan
- 2017
  -  Campiona d'Espanya en ruta
  - 1a a Le Samyn des Dames
  - Vencedora d'una etapa al Giro d'Itàlia
- 2018
  - 1a al Tour de Zhoushan Island
  - 1a a la Panorama Guizhou International i vencedora d'una etapa
- 2019
  -  Campiona d'Espanya de contrarellotge
- 2020
  - Vencedora de La Périgord Ladies
- 2022
  - Vencedora de dues etapes al Tour de l'Ardecha
- 2024
  - Vencedora de La Picto-Charentaise

### Resultats a les Grans Voltes

#### Giro d'Itàlia
- 2016 : 73a posició
- 2017 : 56a posició, vencedora de la 7a etapa
- 2018 : 83a posició
- 2019 : 113a posició
- 2021 : fora de temps (4a étape)
- 2023 : 118a posició

#### Tour de França
- 2022 : 96a posició
- 2023 : 89a posició
- 2024 : no surt a la 8a etapa

#### Volta a Espanya
- 2024 : 66a posició